# Mariano Euse
Mariano de Jesús Euse Hoyos (Yarumal, 14 de octubre de 1845-Angostura (Antioquia) 13 de julio de 1926) conocido también como Padre Marianito, fue un sacerdote católico colombiano, predicador y misionero beatificado por la Iglesia católica.

## Biografía

### Primeros años y formación
Mariano nació en Yarumal, Antioquia, el 14 de octubre de 1845, en la Nueva Granada. Era hijo de Pedro Euse (yarumaleño) y de Rosalía de Hoyos (sampedreña), siendo el mayor de siete hermanos. Fue bautizado al día siguiente, y confirmado cuando tenía tan solo dos años. El apellido Euse es de origen francés, de la región de Normandía, de donde provenía su bisabuelo.
Los padres de Mariano eran muy religiosos, por eso, desconfiando de la escuela pública, que gracias a las reformas de los liberales ya no estaba tan influenciada por el catolicismo, se ocuparon personalmente de la educación de Mariano, quien aprendió los saberes básicos como es el leer y escribir y los saberes previos de la doctrina cristiana católica.
Mariano creció en un ambiente agreste, el cual le permitió acercarse a los campesinos de su región, cuando se hizo sacerdote.

### Vocación sacerdotal
A los 16 años, se manifestó su deseo de ser sacerdote, y fue confiado a la solicitud de su tío Fermín Hoyos, párroco de Girardota, sacerdote de reconocidas virtudes y de ciencia. A su lado, Mariano, con grande ahínco y perseverancia, dio comienzo a su formación cultural y espiritual. Acompañó a su tío cuando este fue trasladado a San Pedro como párroco y vicario foráneo. Mariano pasaba su vida entre la oración, el estudio y el trabajo. 
En 1869, a los 24 años de edad, entró en el recientemente abierto Seminario de Medellín. El 14 de julio de 1872 recibió la ordenación sacerdotal.
Inició su ministerio en San Pedro, como coadjutor de su tío, quien lo había solicitado del obispo de la región. Esta colaboración no duró mucho, porque Fermín murió en enero de 1875, y Mariano fue trasladado, siempre como coadjutor, primero a su natal Yarumal en 1876, y luego a Angostura en 1878. El párroco de Angostura era Rudesindo Correa, anciano y de salud muy precaria. Apenas tomó posesión de su cargo, Mariano se dio cuenta de las muchas y no pequeñas dificultades que se le presentaban, como la construcción del templo parroquial, que había comenzado, pero que estaba estancado por falta de recursos, por las dificultades técnicas y por las amenazas de guerra civil en la región. Después de un año de espera, con paciencia y perseverancia, superadas las dificultades, pudo concluir la construcción. 
Durante la guerra civil se vio obligado a esconderse varias veces en las montañas o en las cuevas. Nombrado párroco de Angostura, permaneció en el cargo hasta su muerte.

#### Virtudes cristianas
Su fama de santidad se difundió en toda la región. Nada era capaz de frenarle en su celo: ni los obstáculos de parte de la autoridad civil, en aquel entonces muy contraria a la Iglesia, ni las dificultades de tiempos y lugares. Su apostolado constante y eficaz produjo muchos frutos, dejando entre la gente un profundo efecto y un vivo recuerdo.
Supo insertarse totalmente en la vida del pueblo, participando en las penas y alegrías de todos. Para todos fue padre diligente, maestro y consejero de confianza y testigo fiel del amor de Cristo entre ellos. Los pobres, que él llamaba "los nobles de Cristo", eran sus preferidos. No tenía ningún reparo en emplear sus propios bienes para aliviar las penurias y la indigencia de los más débiles. Visitaba con frecuencia a los enfermos, y para asistirles estaba dispuesto a cualquier hora del día o de la noche. Con infinita mansedumbre y sencillez se ocupaba de los niños y de los jóvenes para guiarlos por el camino de las buenas costumbres y de la prudencia.
Tenía un grande amor por los campesinos, recordando que él mismo había sido uno de ellos hasta los 16 años. Estaba muy atento a sus necesidades espirituales y sociales, e incluso a las económicas.
Su predicación era muy sencilla, pero al mismo tiempo muy eficaz. Difundía la buena prensa y enseñaba la doctrina cristiana a todos, pobres y ricos, niños y adultos, hombres y mujeres. En su parroquia promovió mucho la práctica religiosa: la asistencia a la misa dominical y festiva, el rezo del rosario en familia, la devoción al Corazón de Jesús, las asociaciones católicas, la oración por las vocaciones santas...
Hizo además algunas obras materiales: la conclusión de la iglesia parroquial, su propia casa de habitación, el campanario, la ermitas de la Virgen del Carmen y de San Francisco y el cementerio. Estas obras contribuyeron mucho a despertar y sostener la vida cristiana de los fieles.
Su vida era muy pobre, austera y mortificada. Era muy constante en su vida de oración en la que se hallaba la raíz de su apostolado y de su vida sacerdotal. Era muy devoto de la Eucaristía, de la Santísima Virgen, de los Ángeles y de los Santos. Amaba sobre todo a Dios, por cuya gloria trabajó siempre. De aquí nacía su afán por salvar las almas de sus parroquianos y el mundo entero.

### Últimos años
Durante muchos años gozó de buena salud. Eso le permitía practicar la mortificación con penitencias y ayunos. Pero al fin le sobrevino una grave infección de la vejiga y una fuerte inflamación de la próstata. A mitad de junio de 1926 se vio obligado a guardar cama. El 12 de julio tuvo un ataque de enteritis. Era tan grande su pobreza que no tenía ni la ropa necesaria para cambiarse. Los que le cuidaban tuvieron que acudir a la caridad de la gente para poder asistir al enfermo como convenía. Él dijo entonces: "Ya he vivido bastante. Ahora mi deseo más grande es unirme a mi Jesús".

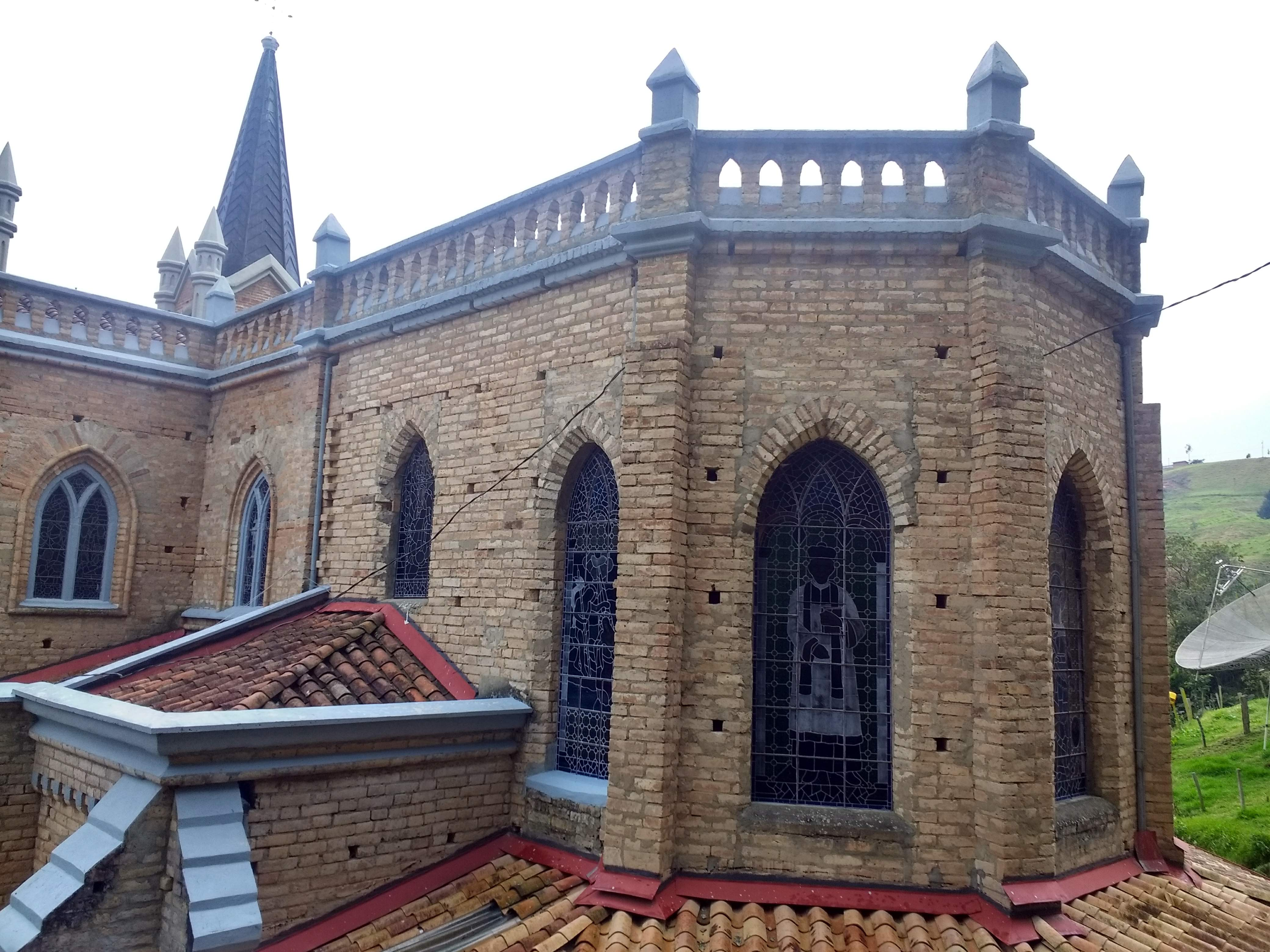
Ábside de la iglesia de Nuestra Señora del Rosario de Belmira, donde reposan los restos de Mariano Euse

Murió el 13 de julio de 1926, 54 años después de su ordenación sacerdotal, cuando a la avanzada edad de 80 años, en su parroquia en Angostura, en la Colombia contemporánea.
Fue sepultado en la capilla de la Virgen del Carmen, que él mismo había hecho construir. Su muerte fue muy sentida por el pueblo, que participó en pleno en los funerales junto con varios sacerdotes y las autoridades.

## Proceso de canonización

### Venerable
El 3 de marzo de 1990, son proclamadas sus virtudes heroicas y empieza a ostentar el título de Venerable. 
Más adelante, el 26 de marzo de 1999, el papa Juan Pablo II asiste a la ceremonia de lectura y aprobación de decretos de reconocimiento de milagros y firma el correspondiente a un favor obrado por intercesión del Padre Marianito.

### Beatificación

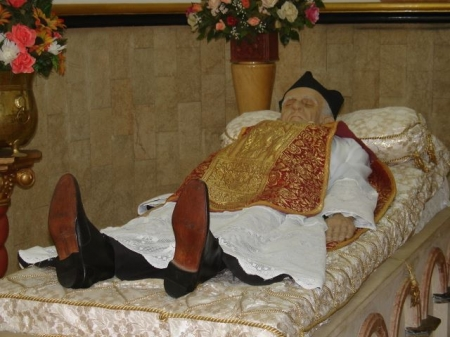
Cuerpo incorrupto con máscara y manos de cera del beato Marianito

Fue beatificado por el papa Juan Pablo II el 9 de abril del 2000, quien lo llamó en su homilía Patrono de la Paz para Colombia. Se convirtió en el primer beato nacido en tierras colombianas. Su cuerpo se conserva en estado de incorruptibilidad cadavérica.